# Patrick Dils
Patrick Dils (Longeville-lès-Metz, França, 30 de juny de 1970) és un ciutadà francès, expres absolt per l'assassinat de dos nens l'any 1986, i reconegut com a víctima d'error judicial.
L'any 1987, quan tenia 16 anys, va ser acusat per l'assassinat de dos nens a Montigny-lès-Metz, un crim que no va cometre ell, sinó l'assassí en sèrie Francis Heaulme, com es va demostrar finalment.
Dils, cohibit per la situació i ple d'inseguretats, va autoinculpar-se falsament en un primer moment, tot i que seguidament ho va negar. Les seves vacil·lacions no van convèncer el jurat, que el va condemnar a presó perpètua el 27 de gener de 1989.
El cas es va reobrir i l'any 2002, després de passar 13 anys tancat, Dils va sortir de la presó després que es reconegués la seva innocència. L'Estat francès el va haver d'indemnitzar amb 1.146.000 euros.